# Lutheranisme

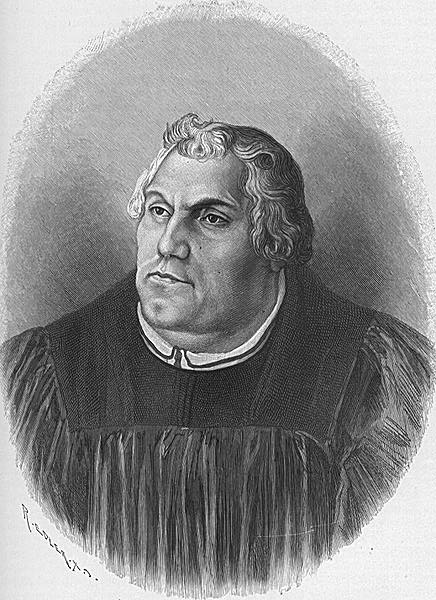
Maarten Luther

Het lutheranisme is een stroming binnen het protestantse christendom. Het is het geheel van het theologische en kerkelijke erfgoed dat is voortgevloeid uit het werk en de leer van de belangrijke hervormer Maarten Luther (1483-1546).
Zo'n tachtig miljoen mensen zijn wereldwijd lid van lutherse kerken. Daarvan wonen er 25,6 miljoen in Duitsland waar het, na het rooms-katholicisme, de grootste denominatie is. Behalve deze Evangelische Kerk in Duitsland (EKD), zijn er 19 miljoen lutheranen in Scandinavië, 8,5 miljoen in de Verenigde Staten en Canada, en de overige wonen in Centraal-Europa. In Denemarken, Finland en IJsland is het lutheranisme de staatsreligie. In Zweden was dat zo tot het jaar 2000. Op 21 mei 2012 verloor de Lutherse Kerk ook in Noorwegen de status van staatskerk.

## Nederland
In Nederland is het lutheranisme, na het calvinisme, de belangrijkste stroming binnen het protestantse christendom.
Er zijn in Nederland 55 lutherse gemeenten, met in totaal ruim 14.000 leden. Deze gemeenten behoorden tot 2004 tot de Evangelisch-Lutherse Kerk in het Koninkrijk der Nederlanden, jaar waarin de Nederlandse Lutherse kerk opging in de Protestantse Kerk in Nederland.
Na de reformatie waren er in Nederland aanhangers van de lutherse kerk. De Nederduitse Gereformeerde Kerk werd echter publiekelijk door de calvinistische overheid bevoordeeld, en het lutheranisme werd het, net als andere christelijke denominaties, verboden om kerkdiensten te houden. Eind 17e eeuw ontstonden er lutherse schuilkerken.

## Structuur
Lutherse kerken zijn georganiseerd naar ofwel het episcopaalse model (Duitsland, Zweden), ofwel het synodale model (Nederland, VS).
De Augsburgse Belijdenis uit 1530 en Luthers Kleine Catechismus hebben voor lutheranen inhoudelijk gezien veel gezag.
Het hoofdkwartier van de Lutherse Wereldfederatie zetelt in Genève.